# Eustathe Macrembolite
Pour les articles homonymes, voir Eustathe.
Eustathe ou Eumathe Macrembolite (en grec Eustathios ou Eumathios Makrembolitês) est un écrivain byzantin, auteur d'un roman en prose en onze livres intitulé L'histoire d'Hysmine et d'Hysminias, autrefois attribué faussement à Eustathe de Thessalonique. On le situe généralement aujourd'hui au XIIe siècle.

## Identification
On ne connaît pratiquement rien de lui. Des manuscrits lui attribuent les titres de protonobilissime et de grand chartophylax (c'est-à-dire archiviste du patriarcat). Herbert Hunger a proposé de l'identifier avec un dignitaire impérial du nom d'Eumathios Makrembolitès, qui aurait écrit le roman dans sa jeunesse, alors qu'il était simple secrétaire impérial, vers 1130/1135.

## Œuvre
Le XIIe siècle byzantin nous a légué (en partie ou en totalité) quatre romans. Il s'agit d'œuvres en langue savante, renouant avec le genre du roman d'amour de l'Antiquité tardive, illustré par Achille Tatius et Héliodore d'Émèse. Hysmine et Hysminias est le seul des quatre qui soit en prose ; il s'inspire surtout de Leucippé et Clitophon. Les deux héros quasi-homonymes, voués depuis toujours l'un à l'autre, doivent fuir la menace d'un mariage forcé pour vivre librement leur amour ; ils affrontent de nombreuses épreuves (capture par des brigands, vente en esclavage à des maîtres impitoyables, etc.) dans lesquelles ils doivent défendre leur vie et leur vertu. Ce récit très romanesque, hymne à l'amour incarné par un couple idéal, en fait être dédoublé dont l'essence est la fidélité, mêle mythologie antique et art byzantin. Le style très travaillé (absence d'hiatus, nombreuses antithèses...) est inspiré du rhéteur Choricios de Gaza. Parmi les passages les plus remarquables, on peut relever les nombreuses descriptions (ekphraseis) d'œuvres d'art.
Ce roman connut un vif succès. Au XVIe siècle, il fut traduit en italien par Lelio Carani (1550), et cette traduction italienne fut elle-même traduite en français par Jean de Louveau (1559), puis par Jérôme d'Avost (1582). L'édition princeps du texte grec, accompagnée d'une traduction latine et de notes, est due à Gilbert Gaulmin (Paris, 1618). Les autres éditions plus récentes sont celle de Ludwig Heinrich Teucher (Leipzig, 1792) ; celle de la Bibliothèque grecque de Firmin-Didot (Paris, 1866 ; reprend la traduction latine et les notes publiées par Philippe Le Bas en 1828) ; et celle d'Isidor Hilberg (Vienne, 1876). 
Parmi les traductions-adaptations qui eurent le plus de succès, il faut également citer la version française de Pierre-François Godard de Beauchamps (La Haye/Paris, 1743).
On attribue également au même auteur une collection de onze Énigmes, dont les solutions furent données par Manuel Holobolos. Elle se trouve dans l'édition Hilberg, et a été éditée à part par Maximilian Treu (Breslau, 1893).

## Édition récente
- Miroslav Marcovich (éd.), Eustathius Macrembolites : De Hysmines et Hysminiæ amoribus libri XI, Teubner, Munich/Leipzig, 2001.

## Traduction française
- Les Amours homonymes (Les amours d'Hysminè et Hysminias), introduction et traduction de Florence Meunier, Les Belles Lettres, 1991.